# Jean Saas
Jean Saas, né le 4 février 1703 à Saint-Pierre-de-Franqueville, mort le 10 avril 1774 à Rouen, est un historien et bibliographe français.

## Biographie
Au collège de Rouen, où il fit ses études, Saas s’est distingué par son talent pour la poésie latine. Ayant embrassé l’état ecclésiastique, il devint l’un des secrétaires de l’archevêché de Rouen et profita des loisirs que lui laissait ce modeste emploi pour se familiariser avec la lecture des chartes et étudier à fond l’histoire de la Normandie.
Pourvu de la cure de Saint-Jacques-sur-Darnétal, il résigna bientôt ce bénéfice et accepta la place de bibliothécaire du chapitre métropolitain, ce qui devait lui faciliter les moyens de se livrer à son gout pour les recherches historiques et littéraires. Dans le procès qu’eut à soutenir le chapitre contre les bénédictins de l’abbaye de Saint-Ouen, l’abbé Saas montra beaucoup de zèle pour le maintien des privilèges de son église, et il en fut récompensé, en 1751, par un canonicat.
Saas s’était fait connaître depuis longtemps d’une manière avantageuse comme bibliographe. La lecture assidue des dictionnaires historiques lui prouva que ceux qu’on estimait le plus n’étaient pas exempts d’erreurs, et il s’empressait de signaler, dans de petits écrits érudits, celles qu’il avait remarquées. Il allait mettre sous presse un volume de notes, formant un utile supplément à la dernière édition du Dictionnaire de Moréri, quand l’affaiblissement subit de ses forces l’obligea de renoncer à toute espèce de travail. Il mourut subitement d’apoplexie après avoir langui quelques années.
Saas était juge du Palinod, lauréat dans plusieurs concours, chanoine et bibliothécaire de la Cathédrale, membre de l’Académie des sciences, belles-lettres et arts de Rouen depuis son origine, et il en avait partagé les travaux avec zèle, mais le sort des mémoires qu’il avait communiqués à cette compagnie est inconnu. Haillet de Couronne y lut son Éloge, dont on trouve l’extrait dans le Recueil de l’académie, par M. Gosseaume, t. 4, p. 286. Un autre éloge de l’abbé Saas, par Cotton des Houssayes, a été imprimé, Paris, Berton, 1776, in-8o de 35 pages.
Il a fait réimprimer l’Hippolytus redivivus ; il fournit des notes à Fontette pour la Bibliothèque historique de la France ; on lui doit en grande partie le projet des Affiches et annonces de la haute et basse Normandie, où il inséra plusieurs articles. Il avait commencé, sous le nom d’Anti-Moréri, un travail bien plus considérable. Le manuscrit, formant 625 pages in-fº, ne s’étendait que sur les cinq premières lettres de l’alphabet, principalement sur TA. Il passa entre les mains de Drouet, qui se proposait d’en faire usage pour un supplément (Éloge de Saas, par Cotton, p. 30). Parmi ses ouvrages inédits, on peut regretter une Chronologie en vers latins hexamètres, ouvrage de sa jeunesse, mais que le P.  de Tournemine mettait beaucoup au-dessus du travail du P. Labbe sur le même sujet.
Saas, qui donna depuis, sous la rubrique d’Avignon, l’édition de 1769 du Dictionnaire historique de Dom Chaudon, avait peut-être eu quelque part au Dictionnaire anonyme, en 6 volumes in-8º, dont Ladvocat fit une critique divisée en Fautes de géographie. Fautes et bévues de toute espèce. Fautes de dates et de chronologie. Le chanoine de Rouen emploie la même forme, avec un plus grand nombre de divisions, pour critiquer le Dictionnaire historique de Ladvocat, édition de 1760 ; et ce dernier à son tour, dans une lettre de Mercier de Saint-Léger, qui ne fut publiée qu’en février 17C6, critiqua les premiers volumes du Nouveau Dictionnaire historique, auquel il supposait que Saas n’était pas étranger, et dont il avait lu les deux premiers volumes avant sa mort: ces deux volumes, publiés à Avignon sous la rubrique d’Amsterdam, ayant été imprimés dès 1765, bien qu’il n’aient paru qu’en 1766, la lettre de Ladvocat, sous le pseudonyme de Pont-de-Ri, est datée de Cavaillon, 10 décembre 1765, c’est-à-dire dix-neuf jours avant sa mort.
Il a collaboré aux Affiches et avis de la Haute et Basse Normandie d'Étienne-Vincent Machuel.

## Publications
- Fables choisies de la Fontaine, traduites en vers latins par les PP. Vinot et Tissard, Anvers (Rouen), 1738, in-12 de 288 p.Ce volume contient diverses pièces, telles que le Combat des rats et des grenouilles, par Calenzio ; la Solitude, par Saint-Amant ; l’Horloge de sable, par Gilles de Caux, avec des traductions latines.
- Nouveau Dictionnaire historique portatif, corrigée et augmentée de plusieurs articles, Avignon (Rouen), 1769, 4 vol. in-8o.
- Nouveau Pouillé des bénéfices du diocèse de Rouen : , avec une table alphabétique de toutes les paroisses, des maisons religieuses, etc., Rouen, Vve J.-J. Le Boullenger, 1738, ii-172, in-4º (OCLC 458837520, lire en ligne sur Gallica).
- Lettres à l’auteur du Supplément au Dictionnaire de Moréri, (abbé Goujet), (1742), in-12 de 117 pages.Goujet avoua franchement ses erreurs, et loin de se fâcher contre son critique, il en devint l’ami, malgré leur différence d’opinion, car Saas était tout dévoué aux jésuites.
- Notice des manuscrits de la bibliothèque de l’église métropolitaine de Rouen,

[s.n.], Rouen et 1746
Description matérielle: [2], XXIII, 116, [4] p. ; 12° (18 cm)
Ibid., 1746, in-12 de xxiii, 116 pages.
- Lettre sur le troisième volume du Dictionnaire de Chaufepiè, dans les Mémoires de Trévoux, 1754, p. 2918-2940 ;
- Elogia in obitum D. de Fontenelle, lecta, etc., Rouen, 1757, in-8o.
- Lettres d’un professeur de Douai à un professeur de Louvain sur le Dictionnaire historique portatif de l’abbé Ladvocat et sur l’EncyclopédieSaas y relève aussi plusieurs fautes du Moréri de 1759.
- Lettres (au nombre de sept) sur l’Encyclopédie pour servir de supplément aux sept volumes de ce dictionnaire, Amsterdam (Rouen), 1764, in-8o ; il n’y relève que les erreurs de géographie, d’histoire et de chronologie.
- Lettre à l’abbé Goujet, contenant de nouvelles remarques sur lsotta, femme savante d’Italie, dans le tome 5 des Mémoires d’Artigny.On croit que l’abbé Saas a eu part aux deux lettres de Pierre-Nicolas Midy, de l’académie de Rouen, à Panckoucke, imprimeur du Grand Vocabulaire français, Amsterdam (Rouen), 1767, in-8o.

## Sources
- Jean-Baptiste-Étienne Colas, Notice biographique sur l’abbé Saas, 1863, 20 p., in-12 (OCLC 716781220, lire en ligne).
- Jean-Baptiste Cotton des Houssayes, Éloge historique de l'abbé Saas, Rouen, 1775, 8 p. (lire en ligne).